# Condado de Claramunt
El Condado de Claramunt es un título nobiliario español creado por el archiduque Carlos de Austria el 7 de agosto de 1708, a favor de José Antonio de Ribera y de Espuny-Claramunt, barón de Ribert,  barón de Florejachs y de Torre de Claramunt, quien durante la Guerra de Sucesión Española fue partidario del archiduque Carlos.

## Situación jurídica
Con la firma del Tratado de Viena (1725) el rey Felipe V de España y su rival al trono el emperador Carlos VI se obligaban a reconocer mutuamente los títulos otorgados hasta la firma del tratado. Mientras la mayor parte de los austracistas o sus sucesores juraron lealtad a los reyes de España y les fueron reconocidos los Títulos otorgados por el archiduque Carlos como rey de España al solicitarlo expresamente —algo que no estuvo exento de dificultades—, sin embargo, ni el titular del condado de Claramunt ni sus descendientes inmediatos solicitaron tal reconocimiento.
A pesar de que el Tratado de Viena no establecía un periodo de tiempo de vigencia para hacer efectivo el reconocimiento de los títulos austracistas pudiendo interpretarse que el reconocimiento puede hacerse en cualquier momento —postura que defiende Armand de Fluvià—, no obstante, el tratado sí los hace equiparables al resto de títulos españoles y por tanto, no están sujetos a una situación de privilegio respecto a la potestad reglamentaria del Gobierno sino que la equiparación del título trae como consecuencia la común regulación jurídica, por lo que siguen las mismas normas de sucesión y rehabilitación que el resto de títulos nobiliarios, ya que hay que distinguir la existencia de la merced nobiliaria respecto de los requisitos formales, que son de aplicación común a cualquier título.
De esta forma el Real Decreto de 27 de mayo de 1912 y la Real Orden de 29 de mayo de 1915 produjeron una caducidad en todos los títulos no ocupados y sin titular antes del 28 de mayo de 1912. La modificación del Real Decreto 222/1988 de 11 de marzo estipuló que los títulos caducados no podrían rehabilitarse en caso de que hayan permanecido así durante cuarenta años o el solicitante tenga respecto del último poseedor un grado de parentesco que supere el sexto grado civil, con lo cual la situación general de título de conde de Claramunt es la de "caducado" al no haberse reconocido en su momento y a pesar de que solicitó sin éxito la rehabilitación, en 1960  María del Pilar de Febrer y Sanllehy;. También en 1984 lo intento su nieto, Eugenio José Canals de Echenique; y en 1985 se dio un nuevo expediente de mejor derecho de sucesión para esta merced con José María de Febrer y de los Ríos. Sin obtener una  Real Carta de Sucesión formalizada a favor de don José María de Febrer y de los Ríos, teniendo en cuenta que existe un informe del Ministerio de Justicia y dos dictámenes del Consejo de Estado (vinculantes) a favor de este último pretendiente al título del que trata este artículo.

## Armas
De plata, tres fajas ondadas de gules.
Las armas de un título suelen llevar o las armas del primer apellido del titular o las armas de sus cuatro costados (apellidos). En el caso que nos ocupa el escudo de conde de Claramunt también sería: Partido y semitruncado, a la izquierda, de plata, tres fajas ondadas de gules (Ribera), a la derecha arriba de plata, un águila de sinople explayada y debajo de esta, de gules, tres puños de plata ordenados dos arriba y uno abajo, y cerrados mirando hacia la izquierda (Espuny), y debajo de este, en otro cuartel,  de oro, un monte florlisado de gules (Claramunt). Todo haciendo referencia a los cuatro costados (apellidos) del primer titular, José Antonio de Ribera y de Espuny-Claramunt.

## Condes de Claramunt
|                                                    | Titular                                            | Periodo                                            |
| Creado en 1708 por el archiduque Carlos de Austria | Creado en 1708 por el archiduque Carlos de Austria | Creado en 1708 por el archiduque Carlos de Austria |
| -------------------------------------------------- | -------------------------------------------------- | -------------------------------------------------- |
| I                                                  | José Antonio de Ribera y de Espuny-Claramunt       | 1708-1716                                          |

## Historia de los condes de Claramunt
- José Antonio de Ribera y de Espuny-Claramunt (1668-1741), I conde de Claramunt, barón de Ribert, barón de Florejachs y señor de la Torre de Claramunt. Fue capitán de la Coronela de Barcelona, regidor de la Ciudad, y asistió a Cortes Generales del Principado de Cataluña en 1701 y diputado del Brazo Militar en las Cortes de 1705. Tras la victoria borbónica, en 1715 se le desterró a Burgos, se le confiscaron sus bienes y se le exoneró de su título de conde de Claramunt. En 1721 fue liberado y en 1725 se le restituyeron los bienes, «pero el título permanecería vacante, porque ni él, ni después sus hijos, no pidieron a Felipe V el restablecimiento del título de conde de Claramunt, al cual tenían derecho según las estipulaciones del tratado de paz de Viena de 1725.»[14]

Por tanto, de acuerdo al artículo noveno del Tratado de Viena de 1725, sus descendientes tuvieron una legitimidad para poder ser condes de Claramunt:
- Isabel de Ribera-Claramunt y de Josa (Barcelona, 2 de marzo de 1702 — Barcelona, 19 de diciembre de 1738), hija de José Antonio de Ribera y de Espuny-Claramunt, baronesa de Florejachs, de Rivert, señora de La Torre de Claramunt.

1. Casó, el 16 de julio de 1727, con Mena de Sentmenat y de Agulló-Pinós-Fenollet (Barcelona, 1700 — Barcelona, 24 de agosto de 1746), V marqués de Gironella, Barón de Peguera, Gobernador de El Puerto de Santa María, Brigadier de Infantería.

Le sucedió su hijo:
- Mena Sentmenat de Agulló-Pinós-Fenollet y de Ribera-Claramunt (Málaga, 25 de abril de 1728 — Barcelona, 24 de octubre de 1795), VI marqués de Gironella, barón de Peguera y de Florejachs. Capitán de Infantería.

1. Casó en primeras nupcias, el 19 de mayo de 1751, con María Luisa de Camprodón y Descallar († 5 de septiembre de 1783]].
2. Casó en segundas nupcias, el 19 de diciembre de 1784, con Lucía Antonia de Vega y Sentmenat de Agulló-Pinós († 1 de julio de 1833).

Le sucedió su hijo:
- Pedro Nolasco Sentmenat de Agulló-Pinós-Fenollet y de Vega (Barcelona, 19 de julio de 1790 — Barcelona, 13 de febrero de 1826), VII marqués de Gironella, barón de Peguera y de Florejachs. Regidor Perpetuo de Barcelona, Caballero de la Real Maestranza de Valencia y de la Muy Ilustre Cofradía de Nuestra Señora de la Soledad, en la Real Basílica de la Merced de Barcelona.

1. Casó en primeras nupcias, el 12 de marzo de 1811, con María de los Dolores de Rocabruna y de Ardena.
2. Casó en segundas nupcias, el 18 de mayo de 1816, con María Luisa Sans de Barutell-Sala-Montrodón y de Gregorio-Paternó; Baronesa de Oix y de Talaixa; Señora de Montrodón y del Puig Barutell (†1726/27).

Le sucedió su hija:
- María Luisa Sentmenat de Agulló-Pinós-Fenollet y de Sans de Barutell-Sala-Montrodón (Barcelona, 1 de abril de 1817 — Barcelona, 30 de julio de 1850), VIII marquesa de Gironella, baronesa de Peguera y de Florejachs.

1. Casó, el 18 de julio de 1831, con Manuel María Calvo de Encalada-Orozco y Rodríguez de Valcárcel (1806-1859), VIII marqués de Saudín y IV marqués de Villa Palma de Encalada. Coronel de Caballería. Caballero de la Real Maestranza de Sevilla y de la Muy Ilustre Cofradía de Nuestra Señora de la Soledad, en la Real Basílica de la Merced de Barcelona.

Le sucedió su hija:
- María del Pilar Calvo de Encalada-Orozco y Sentmenat de Agulló-Pinós-Fenollet (Montpellier, Francia, 5 de octubre de 1834 — Barcelona, 10 de septiembre de 1896), IX marquesa de Gironella, IX marquesa de Saudín, V marquesa de Villa Palma de Encalada, baronesa de Peguera y de Florejachs.

1. Casó, el 28 de junio de 1858, con José María de Febrer y de Calderón (Vinaroz, 22 de noviembre de 1828 — Barcelona, 28 de febrero de 1887), conde del Lago (Reino de Nápoles, 1748), Capitán de Navío, Ayudante Fiscal del Tribunal Supremo de Guerra y Marina. Cruces de Isabel la Católica, de 1.ª Clase del Mérito Naval con Distintivo Blanco y de San Hermenegildo. Comandante del Tercio Naval de Barcelona. Caballero de la Muy Ilustre Cofradía de Nuestra Señora de la Soledad, en la Real Basílica de la Merced de Barcelona, y uno de los Caballeros Fundadores en 1880 del Cuerpo de la Nobleza de Barcelona, luego refundado y continuado en 1919, con la venia de S.M. Alfonso XIII, como Real Cuerpo de la Nobleza antiguo Brazo Militar de Barcelona, Condados de Rosellón y Cerdaña

Con descendencia.